# Gabriel Grovlez
Gabriel Grovlez (Lille, 4 aprile 1879 – Parigi, 20 ottobre 1944) è stato un compositore e direttore d'orchestra francese.

## Biografia
Si avvicinó alla musica quando era bambino grazie alle lezioni di sua madre, sorella di un allievo di Chopin. Successivamente studiò musica al Conservatorio di Parigi sotto la guida di Diémer per il pianoforte, di Lavignac e di Gabriel Fauré per quanto riguarda la composizione. Fu compagno di scuola di Maurice Ravel.
Alla Schola cantorum parigina Charles Bordes lo introdusse al canto gregoriano e alla musica rinascimentale.
Organizzò in seguito una tournée europea assieme al violinista Henri Marteau. Agli inizi del Novecento intraprese l'attività di insegnante di pianoforte alla Schola cantorum parigina (1899-1909); dal 1905 al 1908 assunse la direzione dell'orchestra, del coro e dell'Opéra Comique.
Fu direttore musicale al Théâtre des Arts (1911-1913), dove fece eseguire le prime esibizioni di Le Festin de l'araignée di Albert Roussel, di Ma Mère l'Oye di Maurice Ravel e di una serie di opere barocche. Dal 1914 è stato per vent'anni il direttore dell'Opéra de Paris, dove, tra le altre produzioni, ha anche diretto una stagione dei Balletti russi di Diaghilev. 
Come direttore teatrale si contraddistinse anche per i revivals delle composizioni di Jean-Baptiste Lully e di Jean-Philippe Rameau. Come direttore d'orchestra ha lavorato nei teatri d'opera di Monte Carlo, Il Cairo, Lisbona, New York e Chicago.
Negli anni venti si trasferì in America all'Opera di Chicago.
Ha composto tre poemi sinfonici, musica per pianoforte, sonate per violino e pianoforte, canzoni (Chansons enfantines), opere, balletti (Maimouna); gran parte del suo lavoro evidenziò forti influenze neoclassiche.
Ha anche scritto recensioni per riviste musicali di Parigi tra cui l'Excelsior (1916-1917) e l'Art musical (1937-1939).

## Opere principali

### Opera e balletti
- Cœur de rubis, opera in tre atti, libretto di Gabriel Montoya (1906);
- Maïmouna, balletto in due atti, libretto di P. André Gérard (1916);
- La Vrai arbre de Robinson, balletto in un atto (1921);
- Le Marquis de Carabas, racconto lirico in tre atti, libretto di R. Coolus (1926);
- La Princesse au jardin, balletto in un atto, libretto di Émile Vuillermoz (1943);

### Musica per orchestra
- Dans le jardin, per soprano, coro e orchestra (1907);
- La Vengeance des fleurs (1910);
- Le Reposoir des amants (1914);

### Musica da camera
- Sonata, per violino e pianoforte (1908);
- Intrattenimento, per flauto e pianoforte (1912);
- Concertino, per flauto o clarinetto e pianoforte;
- Lamento e tarantella, per clarinetto e pianoforte (1923);
- Romance e scherzo, per flauto e pianoforte (1927);
- Sarabanda e allegro, per oboe e pianoforte (1929);
- Siciliano e allegro giocoso, per fagotto e pianoforte (1930);
- Romance, scherzo e finale, per viola e pianoforte (1932);
- Sonata per violoncello e pianoforte (1936);
- Romance e scherzo, per flauto e viola;

### Musica vocale
- La Chambre blanche, dieci canzoni su poesie di Henry Bataille (1903);
- La Flûte, per voce e piano, testi di José-Maria de Heredia (1907);
- Sagesse, cinque poesie di Paul Verlaine, per voce e piano (1910);
- Trois Mélodies sur des poèmes de Jean Dominique, per voce e piano (1912);
- Guitares et mandolines, per voce e piano, testi di Camille Saint-Saëns (1913);
- Les Mélancolies passionnées, otto canzoni su poesie di Charles Guérin (1924);
- Trois Ballades françaises, per voce e piano su poesie di Paul Fort (1927).